# Thundering Hoofs (1922)
Thundering Hoofs is een Amerikaanse stomme film uit 1922, onder regie van Francis Ford met in de hoofdrollen Peggy O'Day, Francis Ford en James T. Kelley.

## Verhaal
Na jaren op een kostschool keert een jonge vrouw (Peggy O'Day) terug naar Kentucky. Ze arriveert net op tijd om te voorkomen dat haar waardevol renpaard gediskwalificeerd wordt in de Kentucky Derby door de bedrieglijke praktijken van een rivale. Ze besluit het paard zelf te berijden en de race te winnen.

## Rolverdeling
| Acteur          | Personage                        | Opmerkingen     |
| --------------- | -------------------------------- | --------------- |
| Peggy O'Day     | Betty                            |                 |
| Francis Ford    | Daddy Bill / 'Colonel' Bill      |                 |
| James T. Kelley | Jimmy O'Brien                    | als James Kelly |
| Florence Murth  | Bill's Sister                    |                 |
| Philip Ford     | Jack - Bill's Nephew             | als Phil Ford   |
| Cecil McLean    | Jack's Sweetheart - Betty's Chum |                 |

## Trivia
- Thundering Hoofs werd gedraaid als een onafhankelijke film door Francis Ford, de ouder broer van regisseur John Ford.
- Er bestaan nog steeds kopieën van de film,[2] in tegenstelling tot veel andere onafhankelijke producties uit het tijdperk van de stomme film.
- De film werd in 2013 uitgebracht op dvd[3].